# William M. Butler

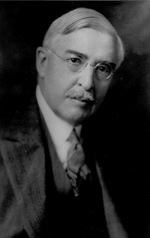
William Morgan Butler

William Morgan Butler, född 29 januari 1861 i New Bedford, Massachusetts, död 29 mars 1937 i Boston, var en amerikansk republikansk politiker.
Butler avlade 1884 juristexamen vid Boston University. Han var ledamot av Massachusetts House of Representatives, underhuset i delstatens lagstiftande församling, 1890-1891 och ledamot av delstatens senat 1892-1895. Han var ordförande i delstatens senat 1894-1895. Han arbetade sedan som advokat i Boston fram till 1912, då han gick in i bomullsbranschen.
Butler utnämndes till USA:s senat 13 november 1924. Han var 1925 ordförande för Republican National Committee. Han kandiderade i fyllnadsvalet för att få sitta kvar i senaten men förlorade mot demokraten David I. Walsh och lämnade senaten 6 december 1926.
Hans grav finns på Forest Hills Cemetery.